# Ajaccio (quận)
Quận Ajaccio là một quận của Pháp, nằm ở tỉnh Corse-du-Sud, thuộc Corse. Quận này có 14 tổng và 80 xã.

## Các đơn vị hành chính

### Các tổng
Các tổng của quận Ajaccio là: 
1. Ajaccio - Tổng thứ nhất
2. Ajaccio - Tổng thứ nhì
3. Ajaccio - Tổng thứ ba
4. Ajaccio - Tổng thứ tư
5. Ajaccio - Tổng thứ năm
6. Ajaccio - Tổng thứ sáu
7. Ajaccio - Tổng thứ bảy
8. Bastelica
9. Celavo-Mezzana
10. Cruzini-Cinarca
11. Les Deux-Sevi
12. Les Deux-Sorru
13. Santa-Maria-Siché
14. Zicavo

In contradistinction to the usual geopolitical arrangements of Corse, Cantons 1-6 and a fraction of 7 belong to one commune, Ajaccio. The remainder of 7 and all the other cantons include the remaining communes.

### Các xã
Các xã của quận Ajaccio, và mã INSEE là: 
| 1. Afa (2A001)                  | 2. Ajaccio (2A004)               | 3. Alata (2A006)              | 4. Albitreccia (2A008)           |
| 5. Ambiegna (2A014)             | 6. Appietto (2A017)              | 7. Arbori (2A019)             | 8. Arro (2A022)                  |
| 9. Azilone-Ampaza (2A026)       | 10. Azzana (2A027)               | 11. Balogna (2A028)           | 12. Bastelica (2A031)            |
| 13. Bastelicaccia (2A032)       | 14. Bocognano (2A040)            | 15. Calcatoggio (2A048)       | 16. Campo (2A056)                |
| 17. Cannelle (2A060)            | 18. Carbuccia (2A062)            | 19. Cardo-Torgia (2A064)      | 20. Cargèse (2A065)              |
| 21. Casaglione (2A070)          | 22. Cauro (2A085)                | 23. Ciamannacce (2A089)       | 24. Coggia (2A090)               |
| 25. Cognocoli-Monticchi (2A091) | 26. Corrano (2A094)              | 27. Coti-Chiavari (2A098)     | 28. Cozzano (2A099)              |
| 29. Cristinacce (2A100)         | 30. Cuttoli-Corticchiato (2A103) | 31. Eccica-Suarella (2A104)   | 32. Forciolo (2A117)             |
| 33. Frasseto (2A119)            | 34. Grosseto-Prugna (2A130)      | 35. Guagno (2A131)            | 36. Guargualé (2A132)            |
| 37. Guitera-les-Bains (2A133)   | 38. Letia (2A141)                | 39. Lopigna (2A144)           | 40. Marignana (2A154)            |
| 41. Murzo (2A174)               | 42. Ocana (2A181)                | 43. Orto (2A196)              | 44. Osani (2A197)                |
| 45. Ota (2A198)                 | 46. Palneca (2A200)              | 47. Partinello (2A203)        | 48. Pastricciola (2A204)         |
| 49. Peri (2A209)                | 50. Piana (2A212)                | 51. Pietrosella (2A228)       | 52. Pila-Canale (2A232)          |
| 53. Poggiolo (2A240)            | 54. Quasquara (2A253)            | 55. Renno (2A258)             | 56. Rezza (2A259)                |
| 57. Rosazia (2A262)             | 58. Salice (2A266)               | 59. Sampolo (2A268)           | 60. Sant'Andréa-d'Orcino (2A295) |
| 61. Santa-Maria-Siché (2A312)   | 62. Sari-d'Orcino (2A270)        | 63. Sarrola-Carcopino (2A271) | 64. Serra-di-Ferro (2A276)       |
| 65. Serriera (2A279)            | 66. Soccia (2A282)               | 67. Tasso (2A322)             | 68. Tavaco (2A323)               |
| 69. Tavera (2A324)              | 70. Tolla (2A326)                | 71. Ucciani (2A330)           | 72. Urbalacone (2A331)           |
| 73. Valle-di-Mezzana (2A336)    | 74. Vero (2A345)                 | 75. Vico (2A348)              | 76. Villanova (2A351)            |
| 77. Zicavo (2A359)              | 78. Zigliara (2A360)             | 79. Zévaco (2A358)            | 80. Évisa (2A108)                |